# 盛夏獅王
《盛夏獅王》（英語：Secondhand Lions）是由蒂姆·麦肯莱斯指导的2003年的美国电影。

## 剧情
故事发生在60年代初期的德克萨斯州，14岁的沃尔特(海利·乔·奥斯蒙 饰)有两个非比寻常的伯父，他们生活在德克萨斯州的乡下，那里可以说是沃尔特最不愿意去的地方，不料，刚放暑假的他就被母亲玫(凯拉·塞吉威克 饰)从家里赶了出来，一向单身的玫要和新男友过甜蜜的二人生活，所以才把儿子沃尔特送到遥远的乡下。小小年纪的沃尔特，只得收拾简单的行李，去和两个疯子般的老男人度过他一直期待的快乐暑假，要等到母亲来接他，沃尔特才能解脱出来。
性格古怪、脾气粗暴的哈勃(罗伯特·杜瓦尔 饰)和加斯·迈肯(迈克尔·凯恩 饰)，就是沃尔特乡下农场的两个伯父，传说他们两个曾经是银行抢劫犯，犯案后黑手党把他们藏了起来，甚至在他们年轻的时候还参加过战争。
这些虚实难辨的谣传令人难以捉摸，可以肯定的是，哈勃和加斯·迈肯似乎总能从神秘渠道获得需要的现金。有一次，沃尔特在一个木箱子里找到了一张加斯·迈肯年轻时和一个美丽女人在一起的照片，他好奇的问老伯父，照片里的漂亮女人是谁？
渐渐的，老伯父们向沃尔特讲起了他们年轻时的故事，那时候德克萨斯州还处在一个混乱的年代。这些故事深深吸引了小沃尔特，他幻想着那些故事里色彩丰富的画面，男人们骑在马上奔驰，用手中的剑去捍卫自己的生存，博得美丽少女的芳心，他的两个伯父是那时叱咤风云的英雄，经历着人们只能在梦中才能看到的冒险日子。
老伯父们的往事，无意中使小沃尔特发现了看世界的另一道门，一个充满真正冒险的新天地。老伯父丰富的人生阅历，深深地影响了小沃尔特，使他看到了一个人们崇尚尊敬和勇敢甚于金钱和权力的不同世界。同样的，通过给侄儿讲述自己年轻时的故事，哈勃和加斯开始用新的视角看待自己的人生，并且重新找到了老年生活的快乐......

## 演员
| 演员           | 角色            |
| -------------- | --------------- |
| 海利·乔·奥斯蒙 | Walter Caldwell |
| 罗伯特·杜瓦尔  | Hub McCann      |
| 迈克尔·凯恩    | Garth McCann    |
| 凯拉·塞吉维克  | Mae Caldwell    |
| 尼基·凯特      | Stan            |
| 乔什·卢卡斯    | Adult Walter    |

## 幕后花絮
- 影片拍摄共耗时53天，大部分在德州奥斯汀北部的Pflugerville县拍摄完成，
- 由于在试映会上反响欠佳，制片方不得不耗资60万美元重拍结尾。
- 海利·乔·奥斯蒙在影片拍摄期间曾被猪攻击，当时谁都没想到猪会威胁到演员。
- 海利·乔·奥斯蒙在对制片商和其他主演一无所知时就签约本片。[2]
- 影片中采用了Don Walser 的 《Rolling Stone From Texas》，该曲并未收录到电影原声带中。